# Нитрица
Ни́трица (словац. Nitrica) — река в западной Словакии (Тренчинский край), правый приток реки Нитры, часть бассейна Дуная. Длина реки составляет 51,4 км, площадь водосбора — 319 км².

## Течение

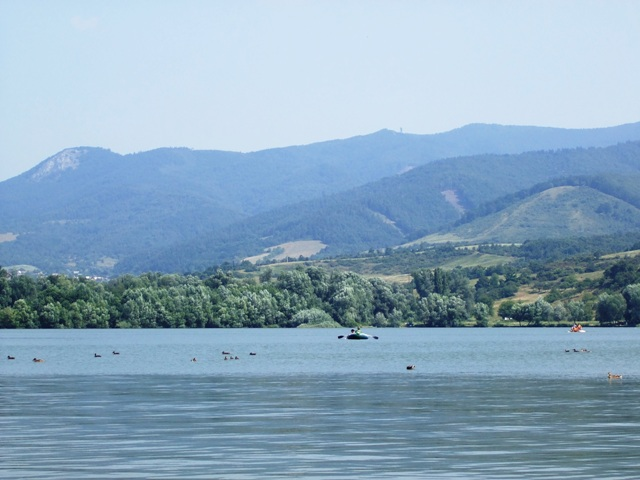
Водохранилище на Нитрице

Исток реки находится в Стражовских горах, между пиками Гомолка (1072 м) и Вапеч (956 м) на высоте 820 м над уровнем моря. Река течёт в южном направлении, по территории районов Прьевидза и Партизанске, и впадает в реку Нитра на южной окраине города Партизанске на высоте 195 м над уровнем моря. Перепад высот от истока до устья составляет 625 м.
Вблизи села Нитрянске-Рудно в 1951 году была построена плотина, которая образовала водохранилище Нитрянске-Рудно.
Нитрица является рекой горно-равнинного типа.
Притоками Нитрицы являются несколько небольших рек (ручьёв), длиной менее 10 км каждый. Крупнейшие из них:
- левый — Ясенина (9,9 км);
- правый — Быстрица (5,7 км).

## Населённые пункты
- Город Партизанске.
- Село Валашска-Бела[2].
- Село Нитрянске-Рудно.
- Село Дивяки-над-Нитрицою.
- Село Дивяцка-Нова-Весь.
- Село Долне-Вестенице (Dolné Vestenice).